# Anne-Marie Bănuță
Anne-Marie Bănuță (n. 16 noiembrie 1991, Toulouse, Franța) este o jucătoare de fotbal româno-franceză care joacă pentru Rodez în Prima Divizie Franceză pe postul de fundaș dreapta. Ea a mai jucat pentru Toulouse și Saint-Etienne.

## Cariera la echipa națională
Ea a ales să joace pentru Naționala României, pentru care a debutat pe data de 31 martie 2012, marcând două goluri împotriva Kazahstanului.

## Palmares

### Club
Saint-Etienne
- Coupe de France Féminine: Finalistă 2012-13

## Viața personală
Fratele ei, Alexandru Bănuță este, de asemenea, jucător de fotbal. Tatăl lor, Gheorghe Bănuță, care a emigrat în Franța, a fost și el fotbalist, jucând în eșaloanele inferioare.

## Legături externe
- fr  Statistici la footofeminin.fr